# Mazda Ryuga

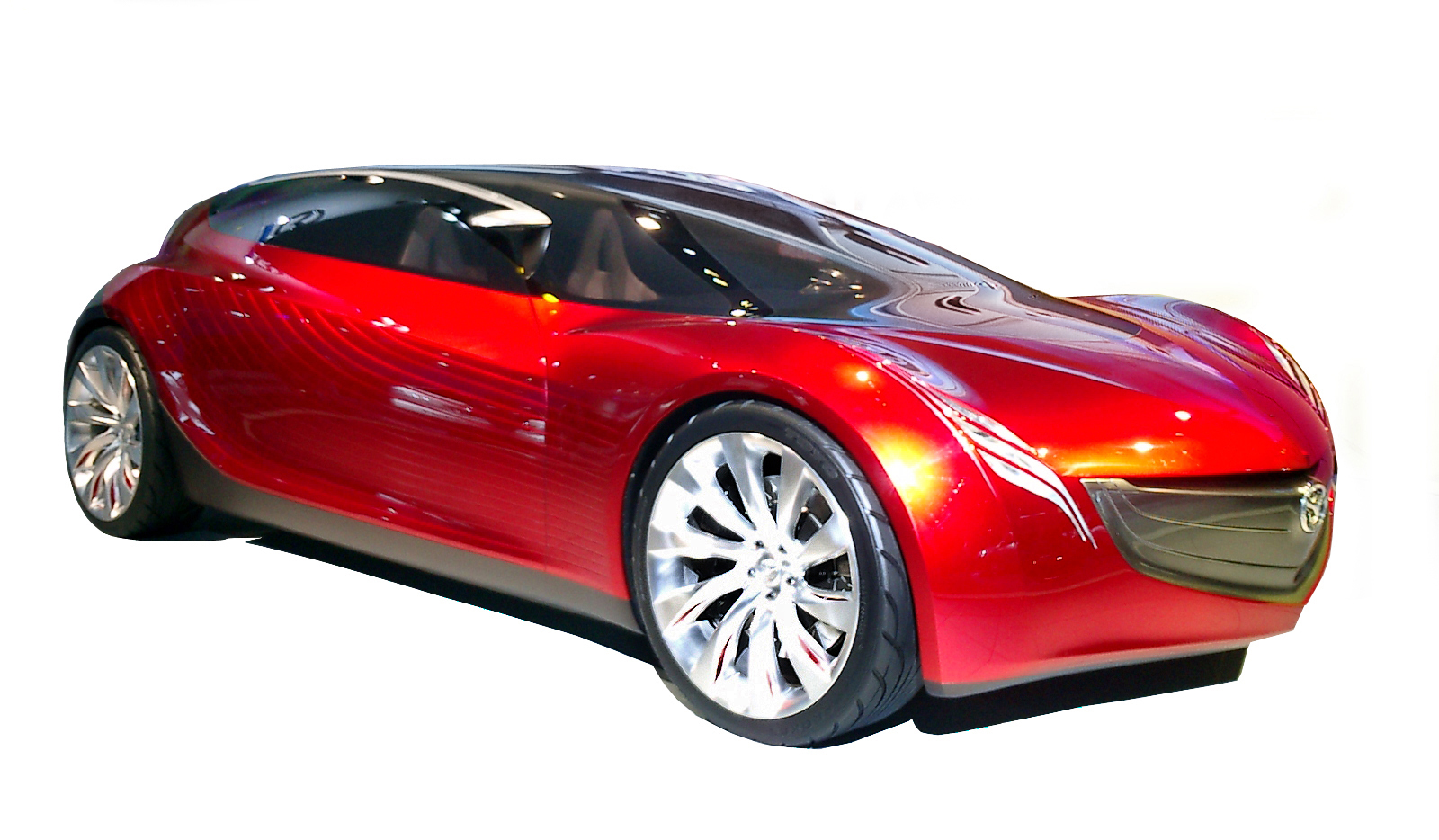
Mazda Ryuga

Mazda Ryuga – auto koncepcyjne zaprezentowane po raz pierwszy na targach motoryzacyjnych w Detroit w 2007 roku. Głównym projektantem był Yasushi Nakamuta, który wcześniej kierował projektem modelu trzeciej generacji MX-5 Miata.
Zarówno kształt jak i rozwiązania konstrukcyjne Mazdy Ryugi wskazują, że nie wejdzie ona do produkcji.

## O samochodzie

### Charakterystyka ogólna
- sportowy i futurystyczny wygląd (przypomina statek kosmiczny z filmów sci-fi)
- opływowy kształt, brak kantów linie karoserii,
- drzwi boczne podobne do mewich skrzydeł (otwierające się do góry)
- stylistyka: złudzenie ruchu nawet kiedy auto stoi na parkingu.

### Napęd
- mieszanka benzyny i etanolu silnik (poj. 2,5L)
- 6-stopniowa automatyczna skrzynia biegów
- przeniesienie napędu na przednie koła pojazdu.

### Silnik: R4
- poj.skokowa: 2500 cm3
- liczba zaworów na cylinder:4
- paliwo/rodzaj zasilania: etanol/benzyna/wtrysk
- Moc(KM) przy obr./min: -225 przt Brak danych.
- skrzynia biegow: automatyczna, 6-stopniowa
- Prędkość maksymalna: b.d

### Dodatkowe dane
- zawieszenie przednie/tylne: b.d.
- ogumienie: przód/tył:245/35 R21
- Rozstaw osi: 2799 mm

długość 4280 mm
szerokość 1900 mm
wysokość 1260 mm
- Ciężar własny: b.d.
- Pojemność zbiornika paliwa: b.d.